# Nicolás Barros Luco
Nicolás Barros Luco (Santiago, 8 de septiembre de 1838-ibíd, 29 de octubre de 1904) fue un agricultor y político chileno, hermano del presidente Ramón Barros Luco.

## Biografía
Nació en Santiago de Chile, el 8 de septiembre de 1838. Sus padres fueron Ramón Luis Barros y Fernández y, Dolores Luco y Fernández de Leiva. Fue hermano del presidente de la República entre 1910 y 1915; Ramón Barros Luco.
Se casó con Teresa Pérez Flores, quien era hija del presidente José Joaquín Pérez y su cónyuge Tránsito Flores y de la Cavareda. Tuvieron tres hijos.
Se dedicó a las actividades agrícolas y a la vida pública.

### Vida personal
Gustaba de los deportes y así se organizó el Club Hípico. Y el 1 de noviembre de 1869, se reunieron los fundadores, Lisímaco Jaraquemada, presididos por Domingo de Toro Herrera y designaron presidente a Francisco Baeza; y el 8 de noviembre del mismo año apareció Nicolás Barros Luco suscribiendo la escritura pública en que se formó la sociedad anónima denominada "Club Hípico".

## Trayectoria política
Fue al Congreso Nacional por primera vez, al ser electo diputado suplente por Parral, para el período 1867-1870.
En las elecciones parlamentarias de 1870, resultó reelecto diputado suplente, esta vez, por La Unión, por el período 1870-1873.
En las parlamentarias de 1873, fue reelecto diputado, pero esta vez, propietario por Rere, pof el período 1873-1876. Integró la Comisión Permanente de Policía Interior, de la que fue su secretario.
En 1876 fue nuevamente electo diputado propietario, pero por Nacimiento, por el período 1876-1879.
Por última vez, fue reelecto diputado propietario, pero por Cauquenes, por el período 1879-1882; se presentaron dobles poderes, respecto de los cuales no hubo pronunciamiento. 
Unos favorecían a  Nicolás Barros Luco y Osvaldo Rengifo Vial para propietarios, y, a Manuel Antonio Hurtado para suplente. Otros, a Macario Ossa Cerda y a Leoncio Pica Gaona para propietarios, y a Luis Cisterna Moraga para suplente.
Falleció en su comuna natal, Santiago, el 29 de octubre de 1904, a los 66 años.

## Legado
En agradecimiento a su cooperación, la comisión de programa de la Corporación, presidida por Ricardo Lyon, acordó, en febrero de 1922 instituir un premio clásico con el nombre de "Nicolás Barros Luco", y que se corre desde entonces, con un premio de 8.000 pesos en aquel entonces.